# Rusket
Rusket är en kulle i Antarktis. Den ligger i Östantarktis. Norge gör anspråk på området. Toppen på Rusket är 1 420 meter över havet.
Terrängen runt Rusket är platt åt nordväst, men åt sydost är den kuperad. Terrängen runt Rusket sluttar norrut. Trakten är obefolkad. Det finns inga samhällen i närheten.